# Sick Girl – Lügen haben kurze Beine
Sick Girl – Lügen haben kurze Beine (Originaltitel Sick Girl) ist ein US-amerikanischer Spielfilm aus dem Jahr 2023 von Regisseurin und Drehbuchautorin Jennifer Cram mit Nina Dobrev, Brandon Mychal Smith, Sherry Cola, Stephanie Koenig und Hayley Magnus.

## Handlung
Wren, Laurel, Cece und Jill waren in der Highschool beste Freundinnen. Rund 15 Jahre später haben die vier ihr jeweils eigenes Leben und hören selten voneinander. Während Laurel Marathonläuferin ist und Cece und Jill als Mütter und mit familiären Problemen ausgelastet sind, hat sich Wren seit damals kaum weiterentwickelt. Sie verschläft ihre Tage, feiert in der Nacht Partys und vermisst ihre alten Freundinnen.
In ihrem Frust behauptet die gesunde Wren spontan gegenüber ihren Freundinnen, dass sie an Krebs erkrankt sei, damit sie von diesen wieder Aufmerksamkeit erhält. Wren bereut die Lüge zwar, allerdings lässt sich diese nicht mehr so einfach rückgängig machen, außerdem erzielt sie mit ihrer Rolle als kranke Frau den gewünschten Effekt. In einer Selbsthilfegruppe für Krebspatienten lernt sie den tatsächlich kranken Leo kennen, der bald merkt, dass mit ihr etwas nicht stimmt.

## Besetzung und Synchronisation
Die deutschsprachige Synchronisation übernahm die Legendary Units. Dialogregie führte Frank Gala, das Dialogbuch schrieb Kristina Papst.
| Rolle           | Darsteller           | Synchronsprecher       |
| --------------- | -------------------- | ---------------------- |
| Arzt            | James Healy Jr.      | Sven Riemann           |
| betrunkene Dame | Debbi Tucker         | Maike von Bremen       |
| Carol Pepper    | Wendi McLendon-Covey | Gundula Köster         |
| Cece            | Stephanie Koenig     | Sandra Maria Fronterré |
| Dale            | Leo Wails            | Sandra Kunze           |
| Derek           | Randy Wayne          | Bastian Sierich        |
| Fred Pepper     | Dan Bakkedahl        | Frank Gala             |
| Jill            | Hayley Magnus        | Stefanie Masnik        |
| Laurel          | Sherry Cola          | Nicola Ditter          |
| Leo             | Brandon Mychal Smith | Benjamin Plath         |
| Malcolm         | Ray McKinnon         | René Hofschneider      |
| Wren Pepper     | Nina Dobrev          | Anneke Schwabe         |
| Amanda          |                      | Dana Kröhnert          |

## Produktion und Hintergrund
Der Film wurde von Grindstone Entertainment, Whereabouts Unknown und Red Clay Studios produziert, als Produzenten fungierten Sean McEwen, Jessica Wilde, Cassidy Lunnen und John Papsidera. Executive Producers waren Takashi Cheng und Hauptdarstellerin Nina Dobrev. Dreharbeiten fanden im August 2019 im US-Bundesstaat Oklahoma statt. Auch aufgrund der COVID-19-Pandemie wurde der Film erst im Oktober 2023 in den USA veröffentlicht.
Die Kamera führte Ante Cheng, die Musik schrieb Patrick Stump, die Montage verantworteten Collin Pittier, Monica Salazar und Joshua Salzberg. Den Vertrieb übernahm in Deutschland die Tiberius Film GmbH. Es handelt sich um das Regiedebüt von Jennifer Cram, die unter anderem mit dem Casting von Produktionen wie Inception, The Dark Knight, Ray Donovan und Eine Frage der Chemie beschäftigt war.

## Veröffentlichung
In den USA kam die Filmkomödie am 20. Oktober 2023 in die Kinos.
In Deutschland wurde der Film am 4. April 2024 als Video on Demand veröffentlicht, am 2. Mai 2024 erschien dieser auf DVD.

## Rezeption
Von den 13 bei Rotten Tomatoes aufgeführten Kritiken waren am 25. Februar 2024 38 Prozent positiv bei einer durchschnittlichen Bewertung von 5,9 der 10 möglichen Punkte.
Courtney Howard lobte auf variety.com die Leistung der Hauptdarstellerin Nina Dobrev. Davon abgesehen versuchten die Schauspieler ihr Bestes um den dünnen Stoff aufzuwerten, allerdings seien die Charaktere kaum zweidimensional.
Pete Hammond befand auf deadline.com, dass die Prämisse auf dem Papier gut klinge, aber sich schnell in eine Ein-Witz-Idee verwandle. Regisseurin und Drehbuchautorin Cram finde nicht den richtigen Ton, damit diese Komödie funktioniere.
Oliver Armknecht bewertete den Film auf film-rezensionen.de mit fünf von zehn Punkten. Die Produktion sei eine nette Komödie mit ein paar guten Ideen, der letztendlich aber der nötige Biss fehle, um wirklich Eindruck zu hinterlassen.